# Федосеева, Светлана Александровна
Светлана Александровна Федосеева (1936—2017) — археолог, исследователь дописьменной истории Якутии и Северо-Восточной Азии, доктор исторических наук, почетный член Российской академии естественных наук (РАЕН), академик Академии наук РС(Я), заслуженный ветеран Сибирского отделения РАН, Почетный гражданин Республики Саха (Якутия).

## Биография
Светлана Александровна окончила Киевский государственный университет, историко-философский факультет.[уточнить].
В 1958 году становится младшим научным сотрудником в Якутском институте языка. В этом же году защитила дипломную работу по теме наскальные изображения Восточной Сибири.
В 1965 году Светлана Александровна защитила кандидатскую диссертацию, посвящённую древним культурам Верхнего Вилюя.
В 1972 году она возглавила лабораторию археологии в Якутском институте языка.
В 1984 году Светлана Александровна, защитила докторскую диссертацию, которая была посвящена ымыяхтахской культуре.
С 1990 года являлась руководителем отдела археологии и палеоэкологии человека в том же институте.
С 1992 по 1994 годы она читала лекции в американских и канадских ВУЗах.
В 2003 году по инициативе Светланы Александровны и под её руководством создан археологический музей Северо-Восточной Азии.
В 2004 году Светлана Александровна стала руководителем Центра арктической археологии и палеоэкологии человека якутской республиканской Академии наук.
Скончалась 30 июня 2017 года в Якутске.

## Научная деятельность
В студенческие годы участвовала в экспедициях в разных районах Украины
В 1957 году участвовала в Ангарской археологической экспедиции в Сибири, возглавляемой А.П Окладниковым, где изучала наскальные изображения периодов неолита, бронзы и раннего железа бассейнов рек Ангара и Лена.
В 1959 году стала руководителем экспедиции по археологическому исследованию зоны затопления будущего Вилюйского водохранилища.
В 1963 году вместе с Юрием Мочановым открыли стоянку Ихине на реке Алдан, где вместе с каменными орудиями удалось обнаружить и кости мамонта и прочих вымерших животных.
Светлана Федосеева и Юрий Мочанов в бассейне Алдана открыли несколько многослойных стоянок, среди которых стоит отметить такие памятники, как Усть-Тимптон, Сумнагин-I и Белькачи I.
В 1982 году Приленской археологической экспедицией (ПАЭ), которой руководили Светлана Александровна и Юрий Мочанов, были обнаружены каменные орудия дирингской культуры, сделанные от 260 тысяч до 370 тысяч лет назад (согласно термолюминесцентному анализу орудий из кварцита) на берегу Лены в Диринг-Юряхе.
В 2000 году Светлана Федосеева обнаружила на Вилюе стоянку среднего палеолита Мунгхарыма, что является одним из самых выдающихся открытий в изучении древнейшей истории Северной Азии. Она разработала новый метод раскопок, который позволила впервые в мире вскрывать археологические памятники, культурные остатки которых находятся в вечномерзлом состоянии, на всю необходимую глубину и получать при их изучении всю информацию.
Автор 7 монографий и десятки научных статей.

## Основные труды
- Древние культуры Верхнего Вилюя. — М., Наука, 1968.
- Ымыйахтахская культура Северо-восточной Азии. — Новосибирск, Наука, 1980.
- Археологические памятники Якутии. Бассейны Алдана и Олекмы. — Новосибирск, Наука, 1983. (в соавторстве)
- Археологические памятники Якутии. Бассейны Вилюя, Анабара, Оленька. — Новосибирск, Наука, 1991. (в соавторстве)[5].

## Семья
Муж — Мочанов Юрий Алексеевич
Сын — Мочанов Алексей Юрьевич
Отец — А. А. Федосеев
Мать — М. Л. Свидерская